# Andainville
Andainville település Franciaországban, Somme megyében. Lakosainak száma 244 fő (2022. január 1.). Andainville Aumâtre, Arguel, Bermesnil, Fresnoy-Andainville, Inval-Boiron, Lignières-en-Vimeu, Le Mazis, Saint-Aubin-Rivière és Saint-Maulvis községekkel határos.

## Népesség
A település népességének változása:
| Lakosok száma | 223  | 231  | 245  | 254  | 260  | 264  | 267  | 256  | 244  |
|               | 2013 | 2015 | 2016 | 2017 | 2018 | 2019 | 2020 | 2021 | 2022 |